# Sjostka
Sjostka (ukrainsk: Шостка, ukrainsk udtale: [ˈʃɔstkɐ]) er en by i Sumy oblast i den nordøstlige del af Ukraine. Sjostka fungerer som administrativt centrum for Sjostka rajon. Den er administrativt regnet som en By af regional betydning og hører ikke til rajonen. Byen havde i 2021 en befolkning på omkring 73.197 mennesker.
Byen har sit navn efter floden Sjostka som den ligger ved, og som er en biflod til Desna. Sjostka er et vigtigt industricenter: inden for kemikalier (Svema) og mejeriindustrien, Sjostka City Milk Plant blev for nylig overtaget af Bel Group.

## Historie
Sjostka var i begyndelsen af det 17. århundrede en landsby for ukrainske kosakker, som havde deres base der. I 1739 blev der bygget en krudtfabrik der. Siden da var Sjostka en af de vigtigste krudtleverandører i Zar-Rusland. I 1893 blev der bygget en gren af en nærliggende jernbanelinje. Sjostka fik kommunalret i 1920. I 1931 blev der bygget en filmfabrik i Sjostka, som var en af de vigtigste leverandører af biograf- og fotofilm i Sovjetunionen.
Under Ruslands invasion af Ukraine 2022 var Sjostka midlertidigt besat af russiske tropper. Under tilbagetrækningen fra Tjernihiv- og Sumy oblast forlod de russiske tropper Sjostka.

## Galleri
- Kristi Fødselskirke
- Lokalmuseum på Svobody Boulevard
- Skole Nr. 2
- Sadovyi Boulevard
- Beboelsesbygninger på Deputatskagaden